# دهنو سة (فتح أباد)
دهنو سة (بالإنجليزية: Dehnow-e Seh)‏ هي مستوطنة تقع في إيران في Fathabad Rural District. يقدر عدد سكانها بـ 57 نسمة .